# Beethoven's Christmas Adventure
Beethoven's Christmas Adventure is een Amerikaanse familiefilm uit 2011 die geregisseerd is door John Putch.  Het is de 7de Beethoven-film.  In de film spelen Munro Chambers en Kyle Massey.

## Verhaal
Beethoven is in de vorige film een filmster geworden. Wanneer de hond een reclamespot opneemt in een stadje, ontmoet hij er de jongeman Mason. Een kerstelf verliest echter in de buurt de speelgoedzak en de slee van de kerstman. Beethoven moet beide zien terug te brengen naar de kerstman om Kerstmis te redden.

## Rolverdeling
- Munro Chambers als Mason
- Robert Picardo als Smirch
- Kim Rhodes als Christine
- Kyle Massey als Henry
- John Cleese als de verteller(stem)